# 裘寬迪古墓群
裘寬迪古墓群（乌尔都语：چوکنڈی قبرستان，信德语：چوڪُنڊي）是位于巴基斯坦信德省卡拉奇以东29公里的一個15至18世纪莫卧儿帝国統治時期建造的穆斯林古墓群，是當地一個部落的家族墓地。